# Lecce (provins)
Lecce er en italienske provins på halvøen Apulien.
Hovedstaden for provinsen er Lecce, som også har givet navn til provinsen.

## Kommuner
- Alessano
- Alezio
- Alliste
- Andrano
- Aradeo
- Arnesano
- Bagnolo del Salento
- Botrugno
- Calimera
- Campi Salentina
- Cannole
- Caprarica di Lecce
- Carmiano
- Carpignano Salentino
- Casarano
- Castri di Lecce
- Castrignano de' Greci
- Castrignano del Capo
- Castro
- Cavallino
- Collepasso
- Copertino
- Corigliano d'Otranto
- Corsano
- Cursi
- Cutrofiano
- Diso
- Gagliano del Capo
- Galatina
- Galatone'
- Gallipoli
- Giuggianello
- Giurdignano
- Guagnano
- Lecce
- Lequile
- Leverano
- Lizzanello
- Maglie
- Martano
- Martignano
- Matino
- Melendugno
- Melissano
- Melpignano
- Miggiano
- Minervino di Lecce
- Monteroni di Lecce
- Montesano Salentino
- Morciano di Leuca
- Muro Leccese
- Nardò
- Neviano
- Nociglia
- Novoli
- Ortelle
- Otranto
- Palmariggi
- Parabita
- Patù
- Poggiardo
- Porto Cesareo
- Presicce-Acquarica
- Racale
- Ruffano
- Salice Salentino
- Salve
- San Cassiano
- San Cesario di Lecce
- San Donato di Lecce
- San Pietro in Lama
- Sanarica
- Sannicola
- Santa Cesarea Terme
- Scorrano
- Seclì
- Sogliano Cavour
- Soleto
- Specchia
- Spongano
- Squinzano
- Sternatia
- Supersano
- Surano
- Surbo
- Taurisano
- Taviano
- Tiggiano
- Trepuzzi
- Tricase
- Tuglie
- Ugento
- Uggiano la Chiesa
- Veglie
- Vernole
- Zollino

40°21′07″N 18°10′09″Ø / 40.352011111111°N 18.169138888889°Ø